# Rahim (chanteur)
Pour les articles homonymes, voir Rahim.
Rahim (en kabyle: Ṛaḥim, en tifinagh: ⵕⴰⵃⵉⵎ), de son vrai nom Rahim Mohammed, est un chanteur algérien de musique kabyle (auteur-compositeur-interprète), né le 7 décembre 1963 à Ath Aissa Mimoun, dans la Wilaya de Tizi Ouzou en Grande Kabylie (Algérie), et mort à Tizi Ouzou, le 13 février 2010.

## Biographie
À l’âge de 6 ans, Rahim, entre à l’école primaire d'Ighil Bouchene à Ath Aissa Mimoun. Il poursuit ensuite ses études au collège CNET de Tizi Ouzou. Déjà à l’époque, Rahim se faisait remarquer en chantant pour ses camarades de classe et ses professeurs.
En 1974, âgé d'à peine 11 ans, son oncle lui offre une guitare en plastique qui lui permet d'apprendre à jouer de cet instrument. En 1979, Rahim rejoint les bancs du lycée Colonel Amirouche à Tizi-Ouzou où il y passera trois années jusqu'au baccalauréat. C'est en tant que lycéen qu'il compose sa première chanson intitulée Taâkumt (le fardeau). En 1982, il enregistre sa première K7 dans un studio de la ville d'Azazga.
Le 13 janvier 1984, Rahim émigre en France. Il s'installe à Paris où il fait la rencontre du chanteur kabyle Fahem, qui le prend sous son aile et l’emmène dans un studio d’enregistrement à Nogent-sur-Marne où il enregistrera son premier album. Cet album, édité par les éditions Azwaw sis dans le 18e arrondissement de Paris, est intitulé Lsas (Les Fondements) et marque le début de la carrière musicale de Rahim.
Ce premier album le sort de l’anonymat, mais Rahim doit attendre son deuxième album Zaâbala, sorti en 1986 aux éditions Akfadou Music, pour véritablement connaître le succès sur la scène musicale kabyle.
En 1992, après la réussite rencontrée par son dernier album, il décide avec son producteur, Omar Akfadou, de produire une cassette vidéo de 8 titres, d'une durée d'une heure environ, filmée en région parisienne.
En 1995, Rahim enregistre un cinquième album. Son duo avec la chanteuse Yasmina sur la chanson Iya Adaminigh (Viens que je te dise) deviendra le plus grand succès commercial de sa carrière. Ce titre mêle les thématiques de l'amour impossible et de l'amère réalité sociale des jeunes algériens, dans le contexte de la décennie noire.
Marié une première fois avec Fateha, ils finiront par se séparer. Par la suite, Rahim rencontre Hamida qui deviendra son épouse. Le couple s’installe à Montereau-Fault-Yonne en Seine-et-Marne et aura deux enfants (un garçon, Massy, né en 1997 et une fille, Tafat, née en 1999). Rahim enregistre avec sa femme Hamida deux chansons ( "Da waali" et "Hader iman-im") qui figurent sur son septième album sorti en 1999.

## Décès
Rahim est décédé à Tizi Ouzou le 13 février 2010 d'une crise cardiaque au CHU de Tizi Ouzou, laissant derrière lui deux enfants, Massy et Tafat.
Il a été enterré dans le cimetière de son village Imkechren.